# Cucullia africana
Cucullia africana là một loài bướm đêm trong họ Noctuidae.